# Пестревень (комуна)
Пестревень, Пестревені (рум. Păstrăveni) — комуна у повіті Нямц в Румунії. До складу комуни входять такі села (дані про населення за 2002 рік):
- Лунка-Молдовей (340 осіб)
- Пестревень (1845 осіб) — адміністративний центр комуни
- Редень (1647 осіб)
- Спієшть (4 особи)

Комуна розташована на відстані 304 км на північ від Бухареста, 29 км на північний схід від П'ятра-Нямца, 77 км на захід від Ясс.

## Населення
За даними перепису населення 2002 року у комуні проживали 3836 осіб.
Національний склад населення комуни:
| Національність | Кількість осіб | Відсоток |
| -------------- | -------------- | -------- |
| румуни         | 3818           | 99,5%    |
| цигани         | 17             | 0,4%     |
| угорці         | 1              | < 0,1%   |

Рідною мовою назвали:
| Мова      | Кількість осіб | Відсоток |
| --------- | -------------- | -------- |
| румунська | 3834           | 99,9%    |
| угорська  | 1              | < 0,1%   |
| циганська | 1              | < 0,1%   |

Склад населення комуни за віросповіданням:
| Релігія       | Кількість осіб | Відсоток |
| ------------- | -------------- | -------- |
| православні   | 3628           | 94,6%    |
| старообрядці  | 70             | 1,8%     |
| п'ятдесятники | 51             | 1,3%     |
| бретрени      | 50             | 1,3%     |
| римо-католики | 5              | 0,1%     |
| адвентисти    | 1              | < 0,1%   |